# Нидерштотцинген

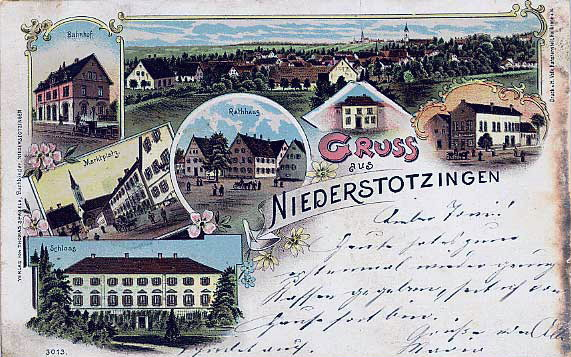
Нидерштотцинген

Нидерштотцинген (нем. Niederstotzingen) — город в Германии, в земле Баден-Вюртемберг. 
Подчинён административному округу Штутгарт. Входит в состав района Хайденхайм.  Население составляет 4645 человек (на 31 декабря 2010 года). Занимает площадь 29,80 км². Официальный код  —  08 1 35 027.
При строительстве в городе в могиле №12 на небольшом кладбище, принадлежащем алеманнам, нашли шлем ламеллярной конструкции. Изучив ДНК из останков в семейном погребении алеманнов эпохи Меровингов (580—630 годы) в Нидерштотцингене, генетики обнаружили у похороненных Y-хромосомную гаплогруппу R1b1a1a2a1a1c2b2b1a1a-Z325 (ISOGG 2018), восходящую к гаплогруппе R1b1a1a2a1a1-U106, а также митохондриальные гаплогруппы K1a, K1a1b2a1a, T2, X2b4, H1b, H10e1, H65a и U5a1a1. У образца 3b (мужчина 50—60 лет, похороненный в стороне от могил алеманнского клана) определены Y-хромосомная гаплогруппа G2a-M406 и митохондриальная гаплогруппа I5a1b, по аутосомам он близок к грекам.
Близ пещеры Фогельхердхоле (de:Vogelherdhöhle) открыт археопарк Фогельхерд (de:Archäopark Vogelherd).